# Mercedes-Benz C11
Mercedes-Benz C11 är en sportvagn, tillverkad av den schweiziska racerbiltillverkaren Sauber i samarbete med Mercedes-Benz 1990.

## Mercedes-Benz C11
Inför 1990 tog Sauber-Mercedes fram ett nytt och betydligt mer vridstyvt chassi i kolfiber och med ny framhjulsupphängning med horisontellt liggande fjädrar och stötdämpare. I övrigt baserades bilen på den beprövade företrädaren C9.

## Tekniska data
| Tekniska data               | C11                                                                   |
| --------------------------- | --------------------------------------------------------------------- |
| Motor:                      | Mittmonterad 8-cylindrig V-motor med turbo                            |
| Cylindervolym:              | 4973 cm³                                                              |
| Borrning x slaglängd:       | 96,5 x 85,0 mm                                                        |
| Max effekt vid varvtal:     | 730 hk vid 7 000 v/min                                                |
| Max vridmoment vid varvtal: | 820 Nm vid 3 500 v/min                                                |
| Ventilstyrning:             | Dubbla överliggande kamaxlar per cylinderrad, 4 ventiler per cylinder |
| Bränslesystem:              | Bosch bränsleinsprutning                                              |
| Växellåda:                  | 5-växlad manuell                                                      |
| Hjulupphängning fram & bak: | Dubbla tvärlänkar, skruvfjädrar, krängningshämmare                    |
| Bromsar:                    | Hydrauliska skivbromsar                                               |
| Chassi & kaross:            | Självbärande monocoque av kolfiber                                    |
| Hjulbas:                    | 277 cm                                                                |
| Torrvikt:                   | 905 kg                                                                |
| Toppfart:                   | 400 km/h                                                              |

## Tävlingsresultat

### Sportvagns-VM 1990
Bilen var inte helt klar till starten av säsongen 1990 och den deltog inte i första loppet på Suzuka. Men under resten av säsongen tog stallet sju vinster på nio lopp med C11:n.
Tillsammans med poängen tagna i början av säsongen med företrädaren C9 vann stallet mästerskapstiteln för andra året i rad. Dessutom vann Jean-Louis Schlesser förarmästerskapet, även det för andra året i rad.

### Sportvagns-VM 1991
Säsongen 1991 började FIA:s nya reglemente för bilar med 3,5-litersmotorer att gälla. Tillverkarna hade dock svårt att få fram några nya bilar och de äldre modellerna tilläts fortsätta tävla, handikappade av sin högre vikt. Sauber Mercedes-stallet körde fyra lopp med C11:n i början av säsongen. Bästa placeringen blev en andraplats vid Suzuka 480 km för Jean-Louis Schlesser och Jochen Mass.
Stallet slutade på en tredjeplats i VM.